# Kryptos (sculpture)
Pour les articles homonymes, voir Kryptos.

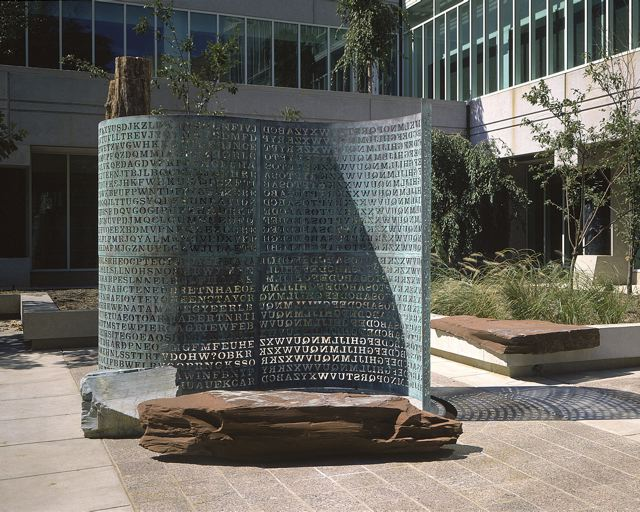
Kryptos, les codes et le bassin à bulles.

Kryptos est une sculpture créée par Jim Sanborn (en) exposée à Langley (Virginie) dans l'enceinte du George Bush Center for Intelligence, le quartier général de la CIA. Depuis son inauguration en 1990, ce monument est l'objet de nombreuses discussions quant aux messages chiffrés dont il est recouvert. À ce jour, ces messages n'ont été que partiellement déchiffrés.

## Histoire et description de Kryptos
Kryptos a été conçue en 1990 par le sculpteur Jim Sanborn (en) en collaboration avec Edward Scheidt (en), cryptographe retraité de la CIA.
La sculpture, dans son ensemble est composée de deux morceaux de granite au centre desquels se trouve une petite fontaine. En face, sur un morceau de bois pétrifié, se trouve une structure en cuivre en forme de S (vue de dessus) entourant un bassin à bulles.
Tous les éléments ont une signification :
- Le bois pétrifié symbolise les arbres qui se trouvaient autrefois au même endroit et qui sont source de matériaux sur lesquels les écrits ont été conservés.
- Le bassin à bulles désigne les informations qui sont disséminées sans même en connaître la destination.
- L'écran de cuivre contient environ 2 000 lettres de l'alphabet qui y sont découpées.

En 2010, seules les trois premières sections ont été décodées. Le premier à avoir révélé publiquement avoir résolu une grande partie du code est James Gillogly, un chercheur informatique, en 1999. Il a décodé 768 caractères et il en reste 97. Après cette annonce publique, la CIA a révélé qu'un de leurs analystes, David Stein, avait résolu la même section en 1998, uniquement à l'aide d'un papier et d'un crayon. La NSA a également annoncé que la même portion avait été décodée par plusieurs de leurs analystes. Ils n'ont révélé qu'en 2005 qu'il s'agissait d'un groupe dirigé par Ken Miller et Dennis McDaniels en 1992. Tous sont restés bloqués sur la dernière section.

## Morceaux de granite
Sur les morceaux de granite, il existe un code en morse, parfois appelé K0.

## Panneaux de cuivre
| - K1 - K2 | Panneau 1 <span style="margin:0;background: #DAF2D0;padding:0;color:#000">EMUFPHZLRFAXYUSDJKZLDKRNSHGNFIVJ YQTQUXQBQVYUVLLTREVJYQTMKYRDMFD</span> <span style="margin:0;background: #CAEDFB;padding:0;color:#000">VFPJUDEEHZWETZYVGWHKKQETGFQJNCE GGWHKK?DQMCPFQZDQMMIAGPFXHQRLG TIMVMZJANQLVKQEDAGDVFRPJUNGEUNA QZGZLECGYUXUEENJTBJLBQCRTBJDFHRR YIZETKZEMVDUFKSJHKFWHKUWQLSZFTI HHDDDUVH?DWKBFUFPWNTDFIYCUQZERE EVLDKFEZMOQQJLTTUGSYQPFEUNLAVIDX FLGGTEZ?FKZBSFDQVGOGIPUFXHHDRKF FHQNTGPUAECNUVPDJMQCLQUMUNEDFQ ELZZVRRGKFFVOEEXBDMVPNFQXEZLGRE DNQFMPNZGLFLPMRJQYALMGNUVPDXVKP DQUMEBEDMHDAFMJGZNUPLGEWJLLAETG</span> | Panneau 3 ABCDEFGHIJKLMNOPQRSTUVWXYZABCD AKRYPTOSABCDEFGHIJLMNQUVWXZKRYP BRYPTOSABCDEFGHIJLMNQUVWXZKRYPT CYPTOSABCDEFGHIJLMNQUVWXZKRYPTO DPTOSABCDEFGHIJLMNQUVWXZKRYPTOS ETOSABCDEFGHIJLMNQUVWXZKRYPTOSA FOSABCDEFGHIJLMNQUVWXZKRYPTOSAB GSABCDEFGHIJLMNQUVWXZKRYPTOSABC HABCDEFGHIJLMNQUVWXZKRYPTOSABCD IBCDEFGHIJLMNQUVWXZKRYPTOSABCDE JCDEFGHIJLMNQUVWXZKRYPTOSABCDEF KDEFGHIJLMNQUVWXZKRYPTOSABCDEFG LEFGHIJLMNQUVWXZKRYPTOSABCDEFGH MFGHIJLMNQUVWXZKRYPTOSABCDEFGHI  |  |
| - K3 - K4 | Panneau 2 <span style="margin:0;background: #FFFFCC;padding:0;color:#000">ENDYAHROHNLSRHEOCPTEOIBIDYSHNAIA CHTNREYULDSLLSLLNOHSNOSMRWXMNE TPRNGATIHNRARPESLNNELEBLPIIACAE WMTWNDITEENRAHCTENEUDRETNHAEOE TFOLSEDTIWENHAEIOYTEYQHEENCTAYCR EIFTBRSPAMHHEWENATAMATEGYEERLB TEEFOASFIOTUETUAEOTOARMAEERTNRTI BSEDDNIAAHTTMSTEWPIEROAGRIEWFEB AECTDDHILCEIHSITEGOEAOSDDRYDLORIT RKLMLEHAGTDHARDPNEOHMGFMFEUHE ECDMRIPFEIMEHNLSSTTRTVDOHW?</span><span style="margin:0;background: #FBE2D5;padding:0;color:#000">OBKR UOXOGHULBSOLIFBBWFLRVQQPRNGKSSO TWTQSJQSSEKZZWATJKLUDIAWINFBNYP VTTMZFPKWGDKZXTJCDIGKUHUAUEKCAR</span>  | Panneau 4 NGHIJLMNQUVWXZKRYPTOSABCDEFGHIJL OHIJLMNQUVWXZKRYPTOSABCDEFGHIJL PIJLMNQUVWXZKRYPTOSABCDEFGHIJLM QJLMNQUVWXZKRYPTOSABCDEFGHIJLMN RLMNQUVWXZKRYPTOSABCDEFGHIJLMNQ SMNQUVWXZKRYPTOSABCDEFGHIJLMNQU TNQUVWXZKRYPTOSABCDEFGHIJLMNQUV UQUVWXZKRYPTOSABCDEFGHIJLMNQUVW VUVWXZKRYPTOSABCDEFGHIJLMNQUVWX WVWXZKRYPTOSABCDEFGHIJLMNQUVWXZ XWXZKRYPTOSABCDEFGHIJLMNQUVWXZK YXZKRYPTOSABCDEFGHIJLMNQUVWXZKR ZZKRYPTOSABCDEFGHIJLMNQUVWXZKRY ABCDEFGHIJKLMNOPQRSTUVWXYZABCD |  |

Les panneaux 1 et 2 contiennent des messages chiffrés. Ils sont divisés en quatre sections, appelées K1 et K2 sur le panneau 1, et K3 et K4 sur le panneau 2.
- K1 et K2 sont chiffrées à l'aide du carré de Vigenère.
- K3 est chiffrée selon une transposition modulaire ligne/colonne.
- K4 n'a pas encore été déchiffrée.

Les panneaux 3 et 4 servent de clé pour le carré de Vigenère.

### K1
« BETWEEN SUBTLE SHADING AND THE ABSENCE OF LIGHT LIES THE NUANCE OF IQLUSION »
« Entre l'ombre subtile, et l'absence de lumière, réside la nuance de l'iqlusion. »
La faute sur illusion est intentionnelle.

### K2
« IT WAS TOTALLY INVISIBLE HOWS THAT POSSIBLE ? THEY USED THE EARTHS MAGNETIC FIELD X THE INFORMATION WAS GATHERED AND TRANSMITTED UNDERGRUUND TO AN UNKNOWN LOCATION X DOES LANGLEY KNOW ABOUT THIS ? THEY SHOULD ITS BURIED OUT THERE SOMEWHERE X WHO KNOWS THE EXACT LOCATION ? ONLY WW THIS WAS HIS LAST MESSAGE X THIRTY EIGHT DEGREES FIFTY SEVEN MINUTES SIX POINT FIVE SECONDS NORTH SEVENTY SEVEN DEGREES EIGHT MINUTES FORTY FOUR SECONDS WEST X LAYER TWO »
« C'était totalement invisible, comment est-ce possible ? Ils ont utilisé les champs magnétiques terrestres. L'information a été rassemblée et transmise discrètement vers une destination inconnue. Langley est au courant ? Ils devraient, c'est enterré là, quelque part. Qui connaît l'emplacement exact ? Seulement WW. C'était son dernier message. 38° 57′ 06,5″ nord, 77° 08′ 44″ ouest. »
« WW » sont vraisemblablement les initiales de William Webster, qui était directeur de la CIA au moment de l'inauguration de la sculpture,.
Les coordonnées géographiques sont situées à quelques dizaines de mètres au sud-ouest de la sculpture.

### K3
« SLOWLY DESPARATLY SLOWLY THE REMAINS OF PASSAGE DEBRIS THAT ENCUMBERED THE LOWER PART OF THE DOORWAY WAS REMOVED WITH TREMBLING HANDS I MADE A TINY BREACH IN THE UPPER LEFT HAND CORNER AND THEN WIDENING THE HOLE A LITTLE I INSERTED THE CANDLE AND PEERED IN THE HOT AIR ESCAPING FROM THE CHAMBER CAUSED THE FLAME TO FLICKER BUT PRESENTLY DETAILS OF THE ROOM WITHIN EMERGED FROM THE MIST X CAN YOU SEE ANYTHING Q (?) »
« Lentement, désespérément lentement, les débris qui encombraient la partie basse du passage furent retirés. Les mains tremblantes, j'ai fait une petite ouverture dans le coin supérieur gauche que j'ai progressivement élargie. J'y ai alors introduit une bougie et longuement observé l'intérieur. L'air chaud qui s'échappait de la chambre faisait vaciller la flamme. Mais à présent, les détails de la pièce m'apparaissaient au milieu de la brume. Voyez-vous quelque chose ? »
Il s'agirait d'une paraphrase d'une citation attribuée à Howard Carter lors de la découverte du tombeau de Toutânkhamon dans le livre de 1923 : The Tomb of Tut-Ankh-Amen,.